# 34893 Mihomasatoshi
34893 Mihomasatoshi este un asteroid din centura principală de asteroizi.

## Descriere
34893 Mihomasatoshi este un asteroid din centura principală de asteroizi. A fost descoperit pe 17 noiembrie 2001 la Bisei SG Center în cadrul programului BATTeRS. Asteroidul prezintă o orbită caracterizată de o semiaxă mare de 2,46 ua, o excentricitate de 0,26 și o înclinație de 8,2° în raport cu ecliptica.